# Ażarele
Ażarele (lit. Ežerėlis) – miasto na Litwie, położone w okręgu kowieńskim, 25 km od Kowna.
W XIX w. obszar leżał w granicach powiatu mariampolskiego Królestwa Polskiego. Osada rozwinęła się w XX w. w związku z wydobyciem torfu. W 1956 uzyskała status osiedla typu miejskiego. W 1956 powstał dom kultury, w 1963 otwarto bibliotekę, a w l. 1992-1998 powstał kościół pw. św. Antoniego Padewskiego. W 2006 zatwierdzono herb miasta.

## Galeria

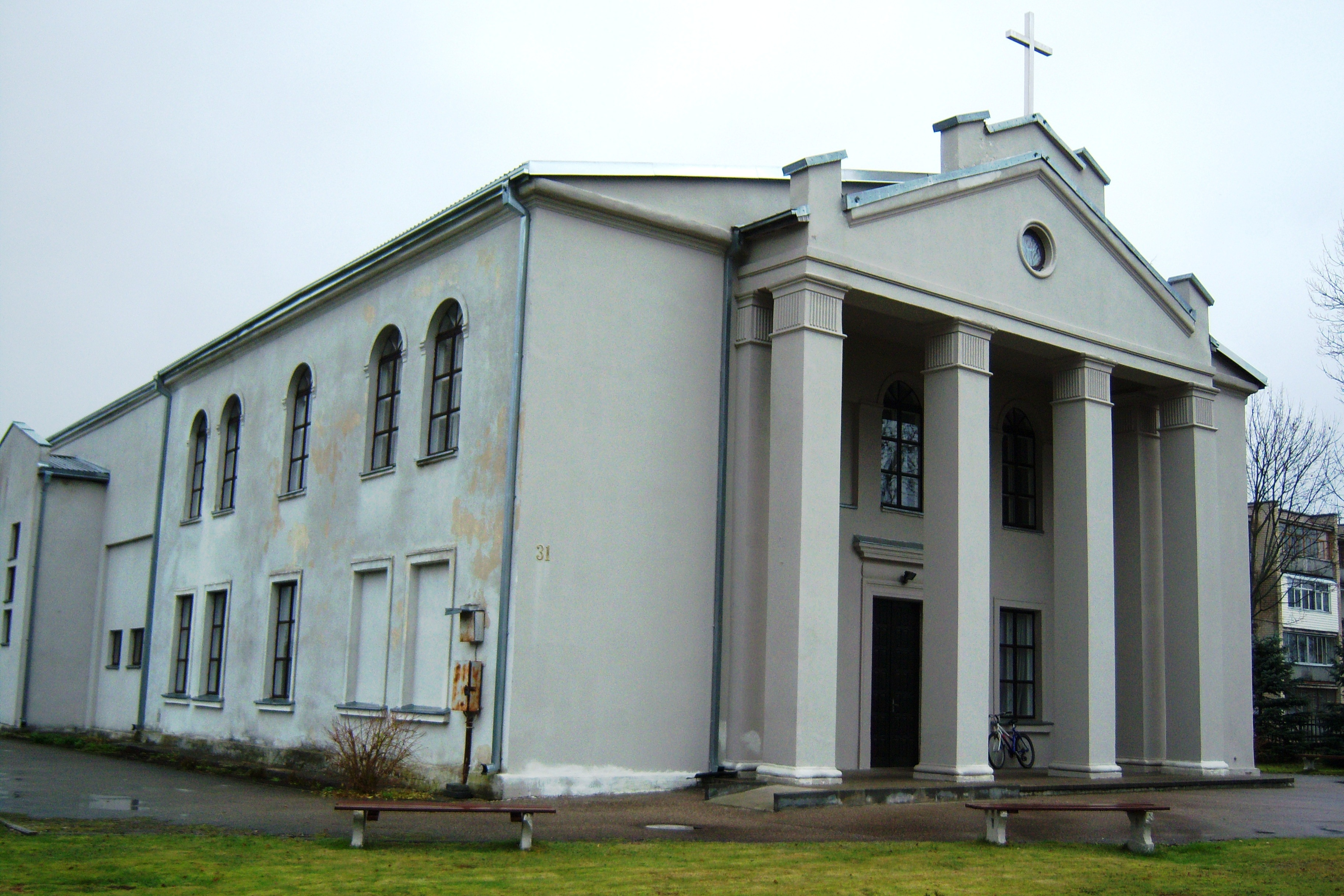
Kościół św. Antoniego Padewskiego
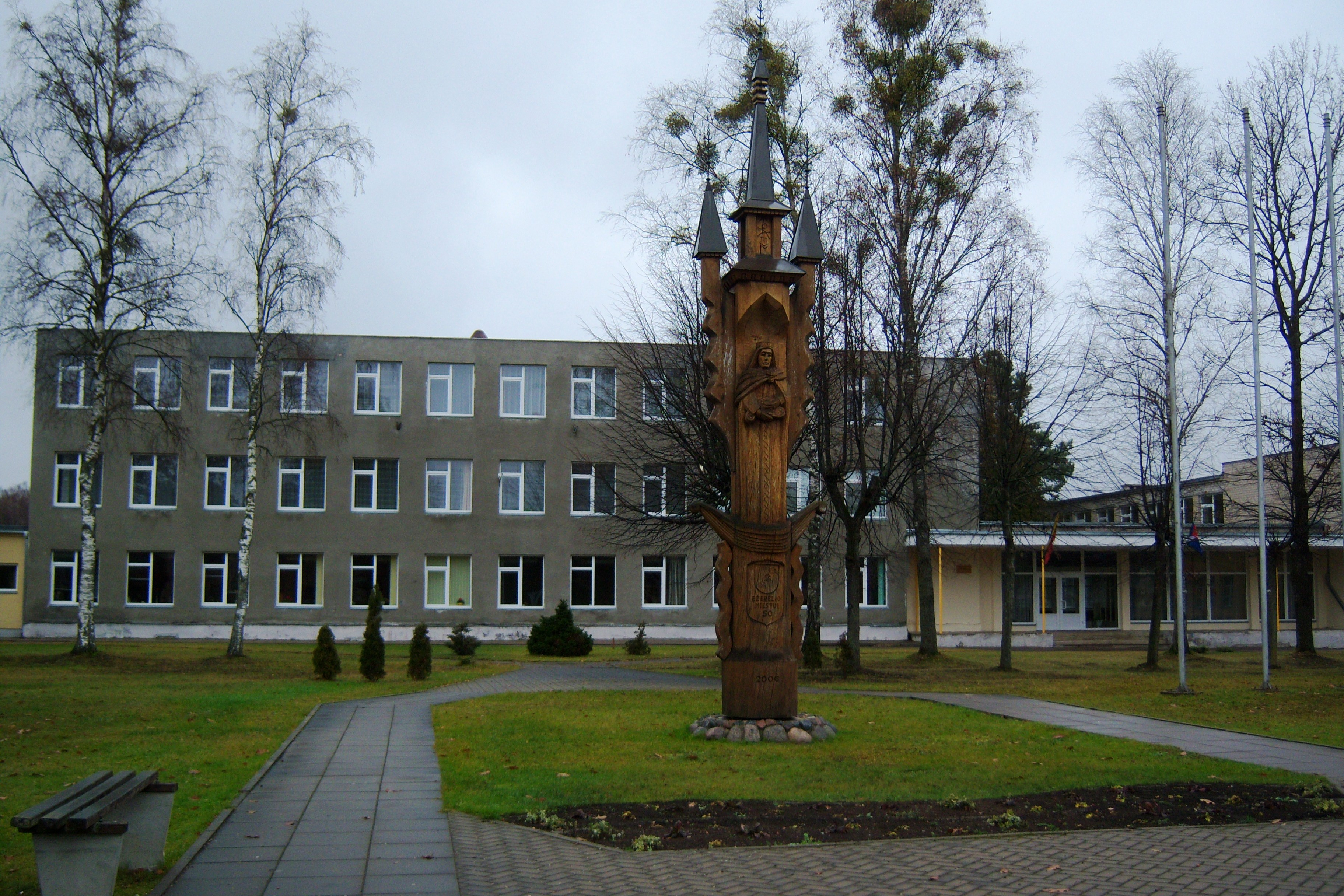
Plac i szkoła
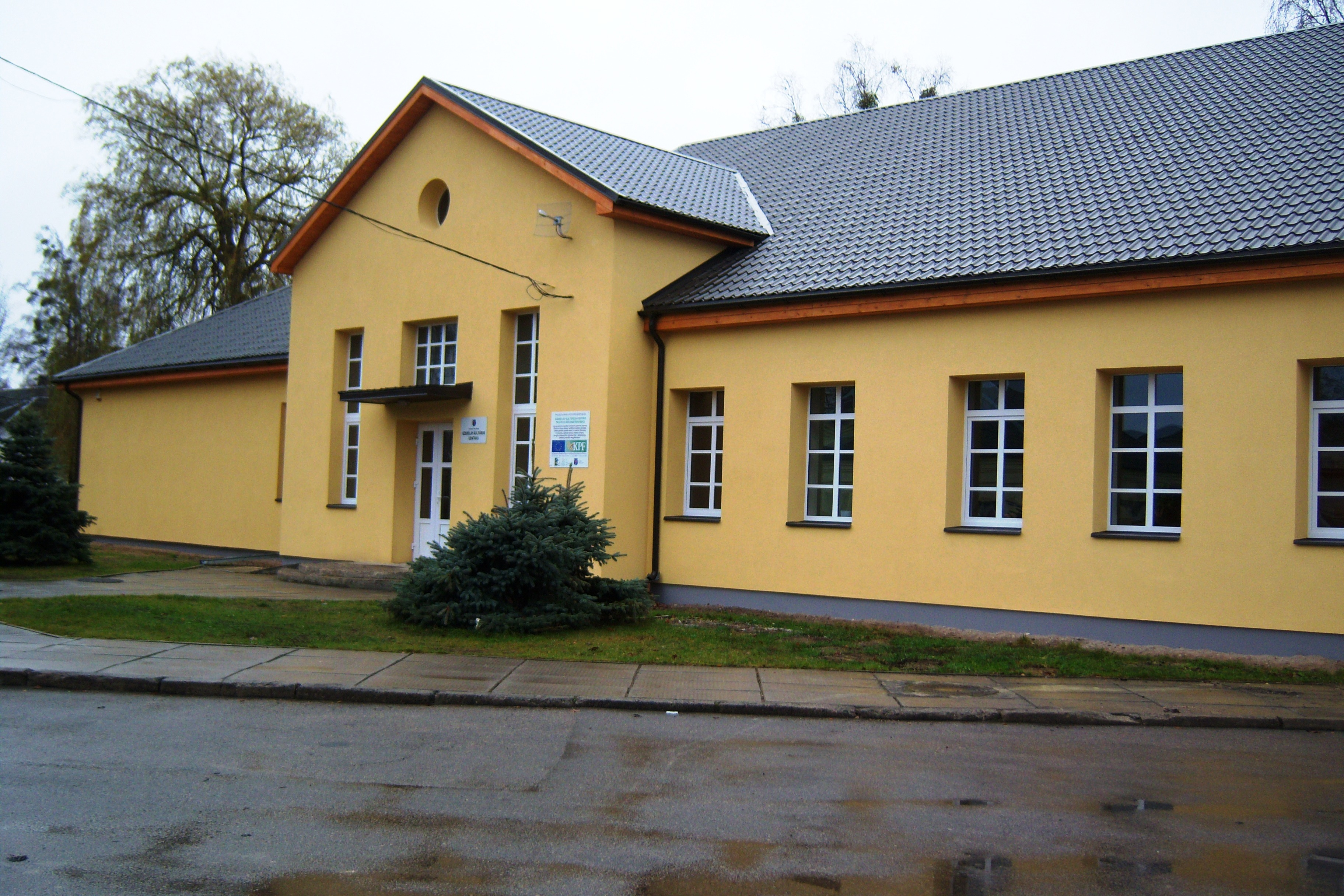
Dom kultury
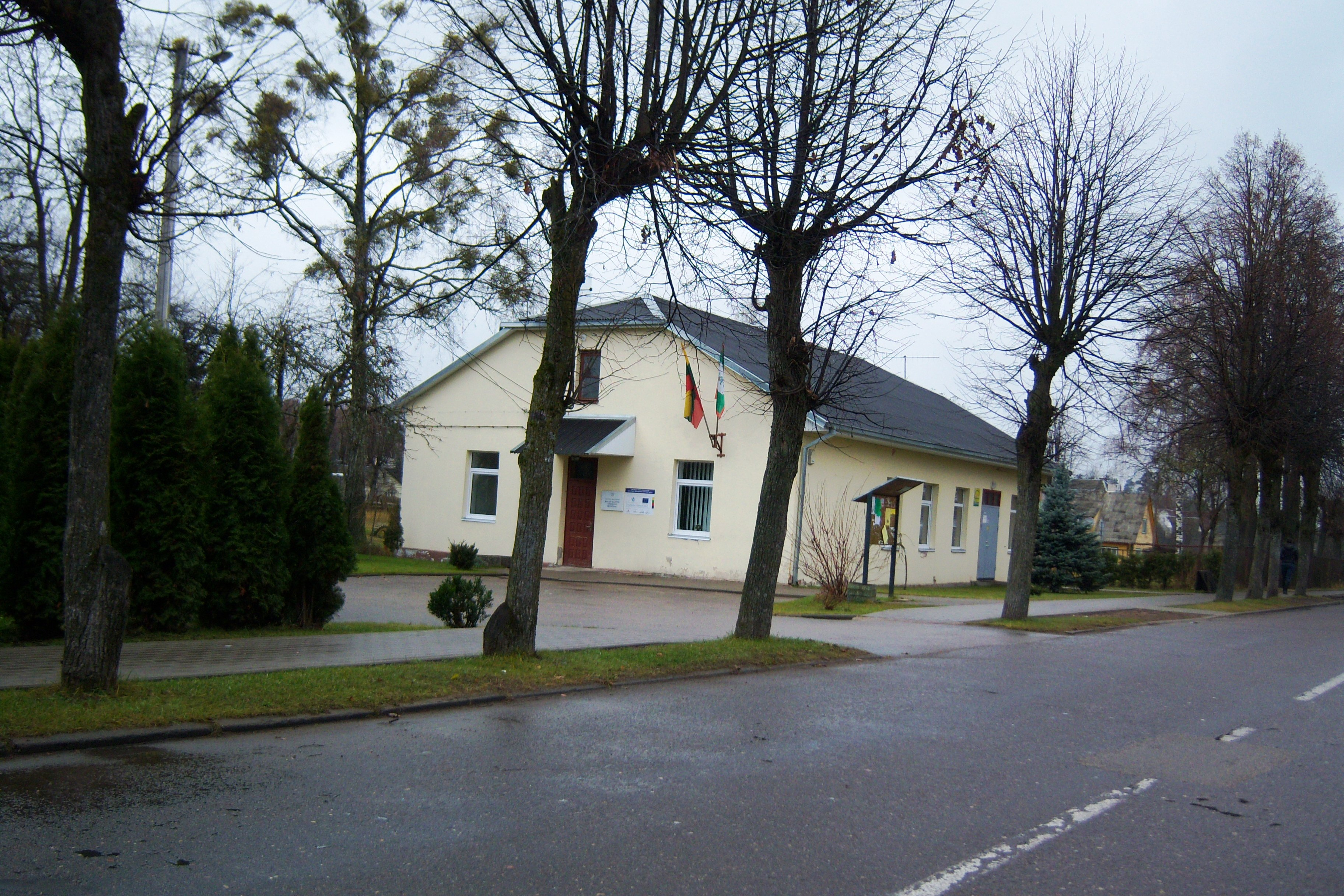
Siedziba starostwa